# Stanisław Przybyszewski
Stanisław Feliks Przybyszewski (Łojewo, 7 de maio de 1868 — Jaronty, 23 de novembro de 1927) foi um romancista, dramaturgo, e poeta polaco, da escola do Naturalismo decadente. As suas peças de teatro estão associadas ao movimento do simbolismo. Escreveu em Alemão em Polaco.

## Vida
Filho de um professor local, Józef Przybyszewski, não teve o melhor desempenho na escola e envolvia-se várias vezes em lutas com os seus colegas. Por causa disso mudou de escola e terminou os estudos médios em 1889. Foi a seguir para Berlim, onde primeiro estudou arquitetura e depois medicina. Foi lá que se fascinou com a filosofia de Nietzsche e o Satanismo e mergulhou na vida boémia da cidade.
Em Berlim viveu, mas sem estar casado, com Martha Foerder. Tiveram três filhos juntos: dois antes de ele a deixar para casar com Dagny Juel no dia 18 de agosto de 1893, e outro durante o seu casamento com Dagny.
Entre 1893 e 1898, Dagny e Przybyszewski  viviam por vezes em Berlim, e por vezes na cidade natal de Dagny, em Kongsvinger, na Noruega. Em Berlim, conheceram outros artistas na Zum schwarzen Ferkel, famoso bar frequentado por artistas e intelectuais.
Em 1896 foi preso em Berlim pelo assassinato de Martha Foerder, mas libertado depois de ter sido determinado que ela morrera de envenenamento com monóxido de carbono. Depois da morte de Martha, as crianças foram enviadas para diferentes casas de acolhimento.
No outono de 1898, Dagny e Przybyszewski mudaram para Cracóvia, onde ele se estabeleceu como líder de um grupo revolucinário de jovens artistas, e como editor da publicação desse grupo: Życie. Przybyszewski era um fervedor apóstolo do industrialismo e da auto-expressão.
Viajou para Lemberg (Lviv) e visitou o poeta e dramaturgo Jan Kasprowicz. Przybyszewski começou depois um caso amoroso com a mulher de Kasprowicz, Jadwiga Gąsowska. Kasprowicz tinha casado com Jadwiga, a sua segunda mulher , em 1898. O seu primeiro casamento com Teodozja Szymańska em 1886 tinha terminado em divórcio depois de alguns meses de casado.
Em 1899 Przybyszewski separou-se de Dagny e estabeleceu-se numa casa com Jadwiga em Varsóvia. Por volta desse tempo, ele estava também envolvido com Aniela Pająkówna, cujas filhas, uma das quais era de Przybyszewski. Dagny regressou a Paris e foi assassinada por um jovem amigo, Władysław Emeryk, em Tíflis em 1901.
Em 1905 Przybyszewski e Jadwiga mudaram-se para Thorn (Toruń), onde ele começou a reabilitação dos seus problemas com álcool. Enquanto estiveram lá, o divórcio de Jadwiga foi finalizado, e o casal celebrou o matrimónio no dia 11 de abril de 1905. Przybyszewski iria lutar contra o alcoolismo até ao fim da sua vida.
O casal mudou para Munique em 1906, viagem paga com a venda do manuscrito da peça Śluby. Durante a guerra viveram durante um curto período de tempo na Boémia e mudaram-se novamente para a Polónia em 1919.
Em Poznań concorreu para o lugar de diretor de um teatro literário, mas o seu trabalho com as brochuras políticas alemãs durante a guerra impediu ter sido escolhido. Conseguiu emprego trabalhando como tradutor de alemão para os correios. Em 1920 encontrou um trabalho semelhante em Dantzig (agora Gdańsk) nos caminhos-de-ferro. Viveu em Dantzig até 1924, onde foi dono de uma livraria polaca. Depois de Dantzig, tentou estabelecer-se em Toruń, Zakopane, e Bydgoszcz — mas sem sucesso. Finalmente, encontrou trabalho em Varsóvia, nos escritórios do presidente. Viveu nos quartos do velho castelo real.
Em 1927 regressou à região da Cujávia e morreu em sua localidade natal em novembro do mesmo ano, com 59 anos.
Przybyszewski escreveu vários romances, dos quais Homo Sapiens, o mais popular, foi traduzido para várias línguas.

## Obras
- Zur Psychologie des Individuums (1892)
- De Profundis (1895)
- Vigilien (1895)
- Homo Sapiens (1896)
- Die Synagoge des Satan (1897); Synagoga szatana (1899 edição polaca)
- Satans Kinder (1897)
- Das große Glück (1897)
- Epipsychidion (1900)
- Androgyne (1900)
- Totentanz der Liebe (1902)
- Erdensöhne (1905)
- Gelübde (1906)
- Polen und der heilige Krieg (1915)
- Von Polens Seele. Ein Versuch (1917)
- Der Schrei (1918)
- Moi współcześni (1928)